# توماش ساتورانسکی
توماش ساتورانسکی (انگلیسی: Tomáš Satoranský؛ زادهٔ ۳۰ اکتبر ۱۹۹۱) بازیکن بسکتبال اهل جمهوری چک است.
از باشگاه‌هایی که در آن بازی کرده‌است می‌توان به نیو اورلینز پلیکانز، شیکاگو بولز، باشگاه بسکتبال بارسلونا، باشگاه بسکتبال رئال بتیس، واشینگتن ویزاردز، و سن آنتونیو اسپرز اشاره کرد.